# Animal Planet
Animal Planet er en tv-kanal om dyr. Ejerskabet deles med 80 % til Discovery Communications, Inc og 20 % af BBC Worldwide.
Kanalen fokuserer på at fremhæve forholdet mellem mennesker og dyr. Den sendte første gang 1. januar 1997.